# Дино Радончић
Дино Радончић (Гисен, 8. јануар 1999) црногорски је кошаркаш. Игра на позицијама крила и крилног центра.

## Биографија
Дино Радончић је рођен у немачком граду Гисену, где је његов отац Дамир Радончић играо рукомет у то време. Од 2006. године је живео у Зрењанину, родном граду своје мајке, где је завршио основну школу и почео да тренира кошарку. Током 2013. године је прешао у млађе категорије Барселоне да би годину дана касније прешао у Реал Мадрид. За први тим Реала је дебитовао у сезони 2015/16. У сезони 2017/18. са Реалом је освојио Евролигу и АЦБ лигу. У августу 2018. године Реал га је позајмио екипи Сан Пабло Бургоса. У екипи Бургоса није успео да се избори за већу минутажу па је у јануару 2019. напустио клуб након чега га је Реал поново позајмио али овога пута екипи Мурсије. У јулу 2019. раскинуо је уговор са Реалом и потписао двогодишњи уговор са Мурсијом. У фебруару 2020. раскинуо је уговор са Мурсијом, и одмах затим је прешао у Канаријас. У екипи Канаријаса је одиграо само пет утакмица, без запаженог учинка. На крају сезоне клуб је одлучио да му не понуди продужетак уговора. У августу 2020. потписао је четворогодишњи уговор са Сарагосом, и одмах затим је прослеђен на једногодишњу позајмицу у Гипускоу. Након завршетка сезоне 2020/21. вратио се у Сарагосу и у наредне две године је наступао за клуб у шпанској АЦБ лиги. Током друге године је имао проблема са повредом, па је четири месеца био ван терена. У септембру 2023. потписао је за немачки Бајерн Минхен. Након сезоне у Немачкој, Радончић се вратио у Шпанију и потписао за друголигаша Реал Бетис.
Са репрезентацијом Црне Горе је играо на Европским првенствима 2017. и 2022. као и на Светским првенствима 2019. и 2023. године.

## Успеси

### Клупски
- Реал Мадрид:
  - Првенство Шпаније (1): 2017/18.
  - Евролига (1): 2017/18.
- Бајерн Минхен:
  - Првенство Немачке (1): 2023/24.
  - Куп Немачке (1): 2024.